# 73. nordlige breddekreds
Den 73. nordlige breddekreds (eller 73 grader nordlig bredde) er en breddekreds, der ligger 73 grader nord for ækvator. Den løber gennem Atlanterhavet, Europa, Asien, Ishavet og Nordamerika.